# أليكساندر فينوكوروف
أليكساندر فينوكوروف (الروسية: Алексaндр Винокуров) مواليد 16 سبتمبر 1973 في بتروبافل، كازاخستان، هو دراج كازاخستاني سابق في صنف سباق الدراجات على الطريق ضمن فريق أستانا كان قد بدأ مسيرته الاحترافية عام 1998.

## الفرق
- سانت إتيان لوار (1997-1998)
- كازينو-لامونديال (1998-1999)
- تيم تيليكوم (2000-2005)
- تأمينات ليبيرتي-فورث (2006)
- أستانا (2007)
- أستانا (2009-2012)

### السباقات

#### الطوافات الكبرى
| المسابقة          | الفريق               | ترتيب عام | عدد المراحل المربوحة | إنجازات أخرى            |
| ----------------- | -------------------- | --------- | -------------------- | ----------------------- |
| طواف فرنسا 2003   | تيم تيليكوم          | 3         | 1                    |                         |
| طواف فرنسا 2005   | تيم تيليكوم          | 5         | 2                    |                         |
| طواف إسبانيا 2006 | تأمينات ليبيرتي فورث | 1         | 3                    | الأول في الترتيب المركب |

#### طوافات أخرى
| المسابقة              | الفريق           | ترتيب عام | عدد المراحل المربوحة | إنجازات أخرى |
| --------------------- | ---------------- | --------- | -------------------- | ------------ |
| كريتيريوم دوفيني 1999 | كازينو لامونديال | 1         |                      |              |
| باريس نيس 2002 و2003  | تيم تيليكوم      | 1         |                      |              |
| طواف سويسرا 2003      | تيم تيليكوم      | 1         |                      |              |
| طواف ألمانيا 2001     | تيم تيليكوم      | 1         |                      |              |

#### سباقات أخرى
| المسابقة                       | الفريق                             | ترتيب عام | إنجازات أخرى |
| ------------------------------ | ---------------------------------- | --------- | ------------ |
| لييج-باسطوني-لييج (2005 و2010) | تيم تيليكوم (2005) و أستانا (2010) | 1         |              |
| أمستيل الذهبي (2003)           | تيم تيليكوم                        | 1         |              |

### المسابقات الدولية

#### الألعاب الأولمبية
| المسابقة                          | الفريق    | ترتيب عام |
| --------------------------------- | --------- | --------- |
| أولمبياد سيدني 2000 - سباق الطريق | كازاخستان | 2         |
| أولمبياد لندن 2012 - سباق الطريق  | كازاخستان | 1         |

#### بطولة العالم
| المسابقة                                | الفريق    | ترتيب عام |
| --------------------------------------- | --------- | --------- |
| بطولة العالم 2004 - سباق فردي ضد الساعة | كازاخستان | 3         |
| بطولة العالم 2006 - سباق فردي ضد الساعة | كازاخستان | 3         |

## روابط خارجية
- أليكساندر فينوكوروف على موقع الاتحاد الدولي للدراجات (الإنجليزية)
- أليكساندر فينوكوروف على موقع أرشيف الدراجات (الإنجليزية)
- أليكساندر فينوكوروف على موقع إحصائيات الدراجات الإحترافية (الإنجليزية)
- أليكساندر فينوكوروف على موقع نسبة الدراجات (الإنجليزية)
- أليكساندر فينوكوروف على موقع CycleBase (الإنجليزية)
- أليكساندر فينوكوروف على موقع اللجنة الأولمبية الدولية (الإنجليزية)
- أليكساندر فينوكوروف على موقع أوليمبيديا (الإنجليزية)